# Reka pri Grajski vasi
Reka pri Grajski vasi este o arie protejată (arie specială de conservare — SAC, sit de importanță comunitară — SCI) din Slovenia întinsă pe o suprafață de 3,26 ha, integral pe uscat.

## Localizare
Centrul sitului Reka pri Grajski vasi este situat la coordonatele 46°13′43″N 15°02′54″E / 46.2285°N 15.0483°E.

## Înființare
Situl Reka pri Grajski vasi a fost declarat sit de importanță comunitară în aprilie 2013 pentru a proteja 1 specie de animale. Situl a fost protejat și ca arie specială de conservare în aprilie 2015.

## Biodiversitate
Situată în ecoregiunea continentală, aria protejată nu include niciun habitat protejat.
La baza desemnării sitului se află o specie protejată de  nevertebrate: Austropotamobius torrentium.